# بردلی چنس سالتزمن
بردلی چنس سالتزمن (انگلیسی: B. Chance Saltzman؛ زادهٔ ۳۰ ژوئن ۱۹۶۹) ژنرال نیروی فضایی ایالات متحده آمریکا است، که از سال ۲۰۲۲ به‌عنوان دومین فرمانده نیروی هوافضای آمریکا فعالیت می‌کند.
وی فعالیت نظامی را از سال ۱۹۹۱ در نیروی هوایی ایالات متحده آمریکا آغاز کرد، از ۲۰۰۶ تا ۲۰۰۷ فرماندهی اسکادران ۶۱۴ عملیات فضایی را برعهده داشت، از ۲۰۰۷ تا ۲۰۱۰ فرمانده اسکادران ۱ کنترل فضایی بود، در فاصله سال‌های ۲۰۱۰ تا ۲۰۱۲ به‌عنوان فرمانده گروه ۴۶۰ عملیات فعالیت می‌کرد و از ۲۰۱۲ تا ۲۰۱۴ فرمانده تأسیسات داده‌های هوافضای کلرادو بود. 
سالتزمن از ۲۰۱۸ تا ۲۰۲۰ به‌عنوان جانشین فرماندهی مرکزی نیروی هوایی آمریکا فعالیت می‌کرد، در سال ۲۰۲۰ پس از تشکیل نیروی فضایی آمریکا، به این یگان پیوست و از ۲۰۲۰ تا ۲۰۲۲ نخستین جانشین فرمانده نیروی فضایی آمریکا بود.